# Bascov
Bascov là một xã thuộc hạt Argeș, România. Dân số thời điểm năm 2002 là 8873 người.